# Les Bruyères (Mettet)
Pour les articles homonymes, voir Bruyère (homonymie).
Les Bruyères est un hameau de la commune belge de Mettet située en Région wallonne dans la province de Namur.
Avant la fusion des communes de 1977, Les Bruyères faisait partie de la commune de Biesme.

## Situation
Les Bruyères se situe sur le versant occidental de vallée de la Biesme, un affluent de la Sambre, entre les localités d'Oret et de Wagnée.
Administré par un seul et unique seigneur. 
Il faut d'ailleurs toujours payer un droit de passage pour y entrer au lieu dit "La barrière des bruyères." on en sait peu sur ce seigneur mis à part qu'il se ferait appeler le crabe.

## Description
Le hameau étire sa soixantaine d'habitations le long de deux rues en pente se rejoignant dans leur partie basse. La plus raide, la rue de la Belle-Haie, mène à la ferme de ce nom. La seconde, la rue Les Bruyères se raccorde à la rue de Biesme (route nationale 977).